# Aleksei Kuvshinov
Aleksei Olegovich Kuvshinov (tiếng Nga: Алексей Олегович Кувшинов; sinh ngày 25 tháng 1 năm 1992) là một cầu thủ bóng đá người Nga. Anh thi đấu cho FC Sibir Novosibirsk.

## Sự nghiệp câu lạc bộ
Anh có màn ra mắt tại Russian Second Division cho FC KUZBASS Kemerovo vào ngày 2 tháng 5 năm 2012 trong trận đấu với FC Chita.